# Cade McNown
Cade B. McNown (Portland, 12 gennaio 1977) è un ex giocatore di football americano statunitense che ha giocato nel ruolo di quarterback nella National Football League (NFL). Fu scelto nel corso del primo giro (12º assoluto) del Draft NFL 1999 dai Chicago Bears. Al college giocò a football a UCLA.

## Carriera
McCown fu scelto dai Chicago Bears come dodicesimo del Draft 1999, il quarterback scelto più in alto dalla franchigia dai tempi di Jim McMahon. Disputò la prima partita come titolare il 10 ottobre 1999 dopo che il precedente titolare Shane Matthews si era infortunato la settimana precedente. Nella gara del 26 dicembre, dopo una cattiva prestazione con i St. Louis Rams, McNown decise di sedersi in panchina per tutto il secondo, venendo sostituito come titolare da Jim Miller. Cade tuttavia tornò ad essere nominato titolare dopo la sospensione di Miller per quattro gare. Terminò la stagione stabilendo i nuovi primati di franchigia per un rookie per passaggi completati e tentati.
Nella stagione successiva fu preferito come titolare a Matthews (Miller si era infortunato nella pre-stagione), ma le sue prestazioni calarono notevolmente nel corso della stagione, coi Bears che scesero a un record di 1-6, mentre i tifosi invocavano il nome di Miller. Dopo che McNown si infortunò alla spalla nella settima settimana della stagione, questi fu brevemente sostituito da Miller, che però si infortunò anch'egli, venendo sostituito da Matthews. McNown partì come titolare (e perse) in un'altra gara della stagione, contro i San Francisco 49ers.
McNown fu scambiato nella pre-stagione 2001 con i Miami Dolphins, assieme a una scelta del settimo giro, per una scelta del sesto e del settimo giro del Draft. Coi Dolphins fu il terzo quarterback nelle gerarchie della squadra e non entrò mai in campo nel corso della stagione.
Nel 2002, i Dolphins scambiarono McNown con i 49ers, dove avrebbe dovuto competere con Tim Rattay, Giovanni Carmazzi e Brandon Doman per il posto di riserva di Jeff Garcia. Cade si infortunò però gravemente a una spalla, perdendo tutta la stagione, alla fine della quale fu svincolato. Nel 2008, ESPN lo ha nominato la 40ª peggiore scelta nel draft di tutti i tempi.

## Statistiche
| Yard passate  | 3 111 |
| Touchdown     | 16    |
| Intercetti    | 19    |
| Passer rating | 67,7  |